# Luzerne (Iowa)
Luzerne es una ciudad ubicada en el condado de Benton en el estado estadounidense de Iowa. En el Censo de 2010 tenía una población de 96 habitantes y una densidad poblacional de 303,82 personas por km².

## Geografía
Luzerne se encuentra ubicada en las coordenadas 41°54′21″N 92°10′49″O / 41.90583, -92.18028. Según la Oficina del Censo de los Estados Unidos, Luzerne tiene una superficie total de 0.32 km², de la cual 0.32 km² corresponden a tierra firme y (0%) 0 km² es agua.

## Demografía
Según el censo de 2010, había 96 personas residiendo en Luzerne. La densidad de población era de 303,82 hab./km². De los 96 habitantes, Luzerne estaba compuesto por el 91.67% blancos, el 2.08% eran afroamericanos, el 0% eran amerindios, el 0% eran asiáticos, el 0% eran isleños del Pacífico, el 4.17% eran de otras razas y el 2.08% pertenecían a dos o más razas. Del total de la población el 5.21% eran hispanos o latinos de cualquier raza.